# 澤瑞樹彦
澤 瑞樹彦（さわ みきひこ、1990年7月14日 - 2015年5月3日）とは日本のドラマー。澤"sweets"ミキヒコ名義で活動していた。

## 概要
東京都立小平南高等学校を経て尚美ミュージックカレッジ専門学校卒業。中学生の頃までは、お菓子作りばかりをしてパティシエを目指していた。このことから名前の真ん中に“sweets”を入れることとした。音楽を始めたのは高校生になってからドラムを始めてから。
2009年10月に結成したバンド「phenomenon」ではドラムをつとめる。2012年に結成されたバンド「ふぇのたす」ではデジタルパーカッションをつとめる。2014年12月にはメンバーとなっていたふぇのたすがメジャーデビューを発表。2015年3月にはふぇのたすはメジャーデビューを果たしたが、同年の5月3日に急性心不全で死去。7月5日には新宿ReNYで、約3時間にわたるお別れ会が行われた。